# Magnification
Magnification es el decimonoveno álbum de estudio de la banda británica de rock progresivo Yes, lanzado en 2001.
Publicado en la fatídica jornada del 11-S, Magnification fue elaborado por un Yes reducido a cuarteto, a raíz del alejamiento de Igor Khoroshev y Billy Sherwood, y de la negativa de Rick Wakeman a ser parte del proyecto, por lo que Jon Anderson, Chris Squire, Steve Howe y Alan White tuvieron que ingeniárselas para grabar el disco sin una parte clave en la música de Yes: los teclados.
La falta de teclista fue sustituida de un modo inesperado, aunque no nuevo en la historia de la banda: contratando una pequeña orquesta de cuerdas dirigida por Larry Groupé, músico especializado en bandas sonoras, que supervisó todo el trabajo orquestal.
Yes ya había contado con acompañamiento de cuerdas para el disco Time and a Word (1970), aunque no fue por falta de teclista, en tanto que Tony Kaye participó normalmente de las sesiones y era miembro estable del grupo, sino por una decisión artística deliberada, caso distinto a Magnification.
Como otro dato curioso a mencionar, el bajista Chris Squire canta el tema "Can You Imagine", marcando su primera incursión como voz líder en la dilatada historia del grupo. 
Magnification fue el último álbum en estudio de Yes por 10 años, hasta la edición de Fly From Here, de 2011.

## Lista de canciones
Todos los títulos por Jon Anderson, Chris Squire, Steve Howe & Alan White.
1. Magnification – 7:16
2. Spirit of Survival – 6:02
3. Don't Go – 4:27
4. Give Love Each Day – 7:44
5. Can You Imagine – 2:59
6. We Agree – 6:30
7. Soft as a Dove – 2:17
8. Dreamtime – 10:46
9. In the Presence of – 10:24
  - i) Deeper
  - ii) Death of Ego
  - iii) True Beginner
  - iv) Turn Around and Remember
10. Time Is Time – 2:09

## Personal
- Jon Anderson : voz líder, guitarra
- Steve Howe : guitarra, mandolina, coros
- Chris Squire : bajo, coros, voz líder en "Can You Imagine"
- Alan White : batería, piano, coros

con
- Larry Groupé : dirección orquestal